# Astrospartus mediterraneus
El gorgoncéfalo (Astrospartus mediterraneus Risso, 1826) es un equinodermo de la familia de las Gorgonocephalidae.

## Etimología
El nombre científico deriva de aster (estrella en latín) y spartos (arbusto en latín).
El nombre español gorgoncéfalo deriva del mito de las Gorgona (Medusa, Steno y Euríale) figuras de la mitología griega, que tenían serpientes al sitio de los cabellos. Junto a la palabra kephalos (cabeza en latín).

## Descripción
El A. mediterraneus tiene cinco tentáculos, cada uno ramificado más veces, con los cuales se engancha a las ramas de las gorgonia, que se abren por la noche para alimentarse. El cuerpo tiene un diámetro de 8  centímetros, con la apertura de los tentáculos la anchura máxima del animal entero llega a los 80 centímetros.

## Alimentación
Es un animal filtrador pasivo que se alimenta, por medio de los tentáculos abiertos, especialmente de plancton.

## Hábitat y distribución
Muy rara, fotofóbica y típicamente nocturna. Se encuentra en el Mar Mediterráneo occidental, sobre la cuesta del Océano Atlántico y sobre las cuestas de la España y del Senegal; común en Argelia y en Marruecos. Vive por debajo de los 30 metros de profundidad hasta los 800 metros, generalmente sobre ramas de Paramuricea clavata, Eunicella singularis o sobre las esponjas.